# Apure (animal)

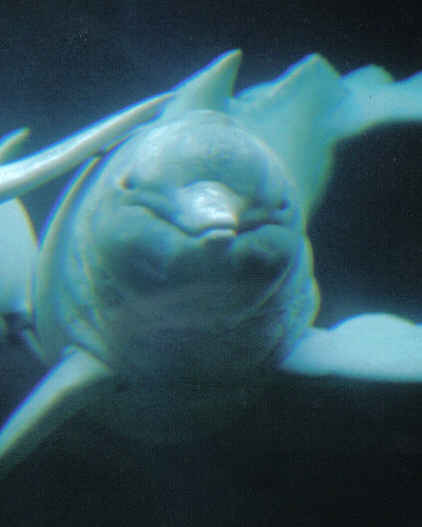
Apure en juin 2006.

Apure est un dauphin rose de l'Amazone mâle, né vers 1957 dans le río Apure au Venezuela et mort le 9 octobre 2006 au zoo de Duisbourg (Allemagne) où il était un des animaux favoris du public.

## Vie
Apure a été capturé en 1975 dans l'Orénoque en même temps que Butu (un autre mâle né vers 1973) durant une expédition en Amérique du Sud menée par le zoo de Duisbourg. Il est issu du río Apure au Venezuela (d'où son nom) et sa capture a été controversée. 
Ce dauphin d'eau douce était surnommé « Père » en raison de sa grande différence d'âge avec Butu. Il a été déplacé à l'automne 2005 avec celui-ci dans une nouvelle résidence appelée « Río Negro », pour un coût de 3,2 million d'euros.
Il est mort le 9 octobre 2006, après que ses déplacements les jours précédents sont devenus plus lents. La cause supposée de la mort est liée à son âge, estimé à 49 ans. Dans la nature, l'espérance de vie de cette espèce serait d'environ 20 à 30 ans

## Sources
- (es)/(de) Cet article est partiellement ou en totalité issu des articles intitulés en espagnol « Apure (delfín) » (voir la liste des auteurs) et en allemand « Apure (Flussdelfin) » (voir la liste des auteurs).